# Bruce Cockburn's Live on World Cafe
Bruce Cockburn's Live on World Cafe è il ventiquattresimo album di Bruce Cockburn. Il disco fu registrato il 25 settembre 2001 nel programma radiofonico World Cafe, Philadelphia, Pennsylvania.

## Tracce
1. Thoughts on September 11 – 4:44 (Bruce Cockburn)
2. How I Spent My Fall Vacation – 5:25 (Bruce Cockburn)
3. Bruce's Sabbatical – 2:43 (Bruce Cockburn)
4. Anything, Anytime, Anywhere – 3:10 (Bruce Cockburn)
5. Bruce on Finding His Voice – 4:04 (Bruce Cockburn)
6. Creation Dream – 4:32 (Bruce Cockburn)
7. Instrumental – 1:00 (Bruce Cockburn)
8. The Inspiration for 'Celestial Horses' – 2:07 (Bruce Cockburn)
9. Celestial Horses – 5:05 (Bruce Cockburn)
10. Thoughts on Singer-Songwriters Today – 1:46 (Bruce Cockburn)
11. The Trouble with Normal – 3:20 (Bruce Cockburn)
12. What's Next – 1:09 (Bruce Cockburn)

## Musicisti
- Bruce Cockburn  - voce, chitarra